# Henri Vernes
Pour les articles homonymes, voir Vernes.
Ne doit pas être confondu avec Henri Verne.
Charles-Henri Dewisme dit Henri Vernes est un romancier belge d'expression française né le 16 octobre 1918 à Ath (province de Hainaut) et mort le 25 juillet 2021 à Saint-Gilles (région de Bruxelles-Capitale).
Créateur du personnage de Bob Morane en 1953, Henri Vernes est l'auteur de 230 romans d'aventures, souvent mêlés de science-fiction, se déroulant dans le monde entier, voire dans des univers parallèles (cycle d'Ananké) ou encore dans les arcanes de l'espace-temps (Le Cycle du Temps).

## Biographie
Charles-Henri Dewisme naît à Ath dans le Hainaut le 16 octobre 1918. Ses parents se séparent avant qu’il ait un an et Charles part vivre à Tournai où il est élevé par ses grands-parents maternels Jean-Baptiste et Lucile Dupuis. Il fréquente le collège Notre-Dame jusqu'à l'âge de 16 ans, décroche de l'enseignement, travaille dans la boucherie paternelle puis reprend ses études à Enghien.
En 1937, à l'âge de 19 ans, ayant rencontré une Chinoise dans le port d'Anvers, il délaisse ses études et s'embarque à Marseille avec de faux papiers pour la suivre en passant par Port-Saïd, Djibouti, Colombo, Singapour, Saïgon et Hong Kong jusqu'à arriver à Canton, où la belle tenait « un bordel flottant »,.
De retour en Belgique, il épouse en 1940 Gilberte, « fille d’un diamantaire anversois qui l’initiera à cette profession ». Le couple se sépare un an plus tard. Durant la Seconde Guerre mondiale, il se joint à la Résistance et devient agent des services de renseignements belges. Amoureux d'une agente du MI6, il travaille à son tour pour les services secrets britanniques.
C'est aussi pendant la guerre, en 1944, qu'il publie, sous son vrai nom, un premier roman, intitulé La Porte ouverte. En 1945, il va vivre à Paris, mais revient en Belgique en 1949 après la parution de son deuxième roman, La Belle Nuit pour un homme mort.
Au cours des années 1950, alors qu'il est journaliste pigiste, Dewisme se voit recommandé au directeur de la maison des éditions Marabout, Jean-Jacques Schellens, qui veut lancer une nouvelle collection pour la jeunesse. Pour Schellens, Dewismes rédige d'abord un récit intitulé Les Conquérants de l'Everest, livre consacré à la première ascension de l'Everest et publié sous le nom d'Henri Vernes.
Naît ensuite la série des Bob Morane. Le premier livre de la série, La Vallée infernale, dont l'action se déroule en Nouvelle-Guinée, est publié en décembre 1953 et connaît un grand succès.  Une seconde aventure de Bob Morane, La Galère engloutie, parait en 1954.  Suivent plusieurs dizaines d'autres au fil des ans. Durant sa période la plus productive, Vernes parvient à produire jusqu’à six romans par an, certains écrits en un mois.
En 1977, Vernes quitte la maison Marabout, mais les aventures de Bob Morane ne s'arrêtent pas pour autant. La série va jusqu'à compter 164 titres en 1993. Les aventures de Bob Morane ont fait l'objet d'adaptations en bande dessinée, en série télévisée, en dessins animés et en jeux vidéo.
Faisant une pause dans la série Bob Morane, Vernes adopte en 1983 le pseudonyme de Jacques Colombo pour créer DON, une série pour adultes mélangeant action et érotisme et qui se situe entre SAS et San-Antonio. Ce nouveau cycle, qui comprend une dizaine de titres, s'arrête en 1986. Vernes fait renaître Bob Morane en 1988 avec L'Arbre de la vie.
Il écrit aussi de nombreux articles en tant que journaliste et plusieurs autres romans sous divers pseudonymes, tels Cal W. Bogar, Gaston Bogart, Robert Davids, Duchess Holiday, C. Reynes, Jacques Seyr, Lew Shannon, Ray Stevens, ainsi que sous son véritable nom. Au total, il est l'auteur de 230 titres, totalisant 40 millions d'exemplaires.
En 2012, il publie son autobiographie, Mémoires, aux éditions Jourdan.
Henri Vernes meurt à Bruxelles le 25 juillet 2021 à l'âge de 102 ans,,. Il n'a pas eu d'enfant et a légué la totalité de son héritage à une fondation pour les animaux. Le 2 août, il est incinéré et ses cendres sont inhumées au cimetière du Sud de Tournai auprès de sa seconde épouse, Mado, décédée vingt ans auparavant.

## Œuvres

### Romans

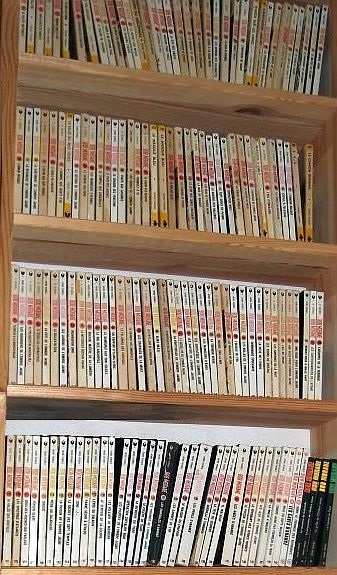
Bob Morane au format poche, années 1960 et 1970.

- Sous le nom de Charles-Henri Dewisme
  - La Porte ouverte, La Renaissance du livre, 1944
  - La Belle Nuit pour un homme mort, Triolet, 1949
  - Les Zombis ou le Secret des morts-vivants, Grasset, 1957
- Sous le pseudonyme de Cal W. Bogar
  - La Véritable Histoire de Will Wiliamson, Défense de la France, 1946
- Sous le pseudonyme de Gaston Bogart[4]
  - Brandy Street, Laroche, 1953
- Sous le pseudonyme d'Henri Vernes
  - Les Aventures de Bob Morane, Marabout Junior – 230 titres publiés entre 1953 et 2012
  - Les Conquérants de l'Everest, Marabout Junior no 10, 1953 - ouvrage documentaire
  - Des hommes sur un radeau, Marabout Junior no 56, 1955
  - Les Compagnons de la Flibuste, Marabout Junior no 68, 1956
  - Les Aventures de Luc Dassaut[10]
    - Base clandestine, Bibliothèque de la jeunesse Hachette, 1957
    - Les Rescapés de l'Eldorado, Bibliothèque de la jeunesse Hachette, 1957

  - La Forêt du temps, Bruxelles, Belgique, Éditions La Pierre d’alun, 2009
  - Bob Morane au Québec, Perro, 2012
  - Mémoires, Jourdan, 2012
  - Façon “Série noire”, La Petite Pierre, 2013
  - Jean Ray, 14, rue d'Or, préface de Jean-Baptiste Baronian, illustrations de Thierry Mortiaux, Bruxelles, La Pierre d’Alun, coll. « La Petite Pierre », 2016, 141 p.  (ISBN 978-2-87429-099-2).
- Sous le pseudonyme de Pat Richmond
  - Le Désir rôde, PIC, 1954
- Sous le pseudonyme de Ray Stevens
  - À la recherche du monde perdu, André Bonne, 1954
  - Le Goût du malheur, Centre d'art d'Ixelles, 1994
- Sous le pseudonyme de Jacques Seyr
  - Les Conquérants du nouveau monde, Marabout Junior no 37, 1954
  - La Hache de guerre, Marabout Junior no 64, 1956
  - L'Or des Incas, Marabout Junior no 72, 1956
- Sous le pseudonyme de Jacques Colombo
  - DON[11] (série érotico-policière), Série noire, Gallimard - 11 titres publiés entre 1983 et 1986

### Bande dessinée
Outre l'adaptation de Bob Morane pour Femmes d'aujourdhui dès 1954, il adapte également son roman érotique Les Nuits chaudes de Rangoon de la série DON dessiné par Jacques Géron en 1989. 
En 1975, il crée le scénario du récit Le 7e Univers, seul épisode de la série fantastique Karga pour le dessinateur André Beautemps se déroulant dans une atmosphère cauchemardesque convenant à son tempérament tourmenté, la prépublication se fait, elle aussi, dans le journal Tintin, l'album est publié de manière posthume dans la collection « Phylactère » des éditions du Lombard avec une couverture réalisée par Marc-Renier en 1986.

## Adaptation sous forme d'un disque d'aventure
En 1972, Jean Maurel adapte Commando épouvante paru en 1970 chez Marabout pour les éditions Musidisc, sous le titre Bob Morane et le Brouillard Doré.

## Réception
La vie et l'œuvre d'Henri Vernes ont fait l'objet d'un colloque le 16 octobre 2021, à Bruxelles, à la Bibliotheca Wittockiana.

### Distinction
- Officier de l'ordre des Arts et des Lettres : Henri Vernes est promu au grade d’officier en 1999 par la ministre française de la Culture, Catherine Trautmann[3].

### Prix
- 1997 :  Crayon d'or de Bruxelles 1996 décerné par la CANAB (Cercle des amis du neuvième art de Bruxelles)[19].

## Archives
En 2011, Henri Vernes a fait don de ses archives littéraires aux Archives de l'État à Tournai. Depuis 2020, cette collection inventoriée est ouverte à la consultation. Dans ce fonds d'archives de près de 700 pièces se trouvent des manuscrits originaux et des tapuscrits des aventures de Bob Morane ainsi que différentes éditions des romans en français et en langues étrangères. Outre les romans et les BD dédiés au héros, des interviews, documentaires, critiques littéraires et hommages ont été rassemblés et compilés dans une impressionnante collection de documents couvrant plus d’un demi-siècle. Ces archives englobent l’univers fantastique de Bob Morane et témoignent de l’engouement qu’il suscite auprès de ses fidèles admirateurs. Elles contiennent également les publications de son fan club officiel, les fanzines, les « fanfictions » ainsi que quelques produits dérivés.